# Emmy Albiin
Emmy Albiin, född Emmy Axelina (Svensson) Raymond 9 juni 1873 i Stockholm, död där 24 maj 1959 i Sofia församling, var en svensk skådespelare.

## Biografi
Emmy Albiin började vid Operabaletten 1884, blev engagerad där till 1886, sedan engagerad hos August Lindberg 1895. Albiin har varit engagerad vid turnéer i Sverige, Norge och Danmark, hos Engelbrecht och Hjalmar Selander, vid Södra Teatern, vid Folkteatern 1901-02, vid Komediteatern 1917–38, vid Oscarsteatern i Stockholm sedan 1938.
Albiin hade en mängd olika filmroller perioden 1914-1955. Hon har även varit verksam under namnet Emmy Raymond-Albiin.
Hon var gift med skådespelaren Karl Albin Johannesson, senare Albiin.
Albiin begravdes 12 juni 1959 på Skogskyrkogården i Stockholm.

## Filmografi (urval)
- 1914 – För sin kärleks skull
- 1920 – Mästerman
- 1921 – Körkarlen
- 1921 – Kvarnen
- 1925 – Flygande holländaren
- 1925 – Karl XII
- 1925 – Två konungar
- 1925 – Ingmarsarvet
- 1926 – Sven Klingas levnadsöde
- 1926 – Bröllopet i Bränna
- 1927 – Hin och smålänningen
- 1931 – Längtan till havet
- 1931 – Hans Majestät får vänta
- 1932 – Värmlänningarna
- 1932 – Bröderna Östermans huskors
- 1932 – Pojkarna på Storholmen
- 1933 – Luftens Vagabond
- 1935 – Ebberöds bank
- 1935 – Bränningar
- 1935 – Äktenskapsleken
- 1936 – 33.333
- 1936 – På Solsidan
- 1936 – Johan Ulfstjerna
- 1938 – Adolf klarar skivan
- 1938 – Med folket för fosterlandet
- 1939 – Panik
- 1939 – Gläd dig i din ungdom
- 1941 – Tänk, om jag gifter mig med prästen
- 1941 – Lasse-Maja
- 1941 – Livet går vidare
- 1942 – Fallet Ingegerd Bremssen
- 1943 – Katrina
- 1943 – I brist på bevis
- 1943 – Ordet
- 1944 – Fattiga riddare
- 1944 – På farliga vägar
- 1945 – Barnen från Frostmofjället
- 1945 – Sextetten Karlsson
- 1946 – Barbacka
- 1946 – Ballongen
- 1947 – Livet i Finnskogarna
- 1947 – Folket i Simlångsdalen
- 1947 – 91:an Karlssons permis
- 1947 – Kronblom
- 1948 – Soldat Bom
- 1949 – Lång-Lasse i Delsbo
- 1949 – Gatan
- 1949 – Bara en mor
- 1950 – Loffe blir polis
- 1950 – Motorkavaljerer
- 1951 – Sommarlek
- 1953 – Skuggan
- 1955 – Stampen
- 1955 – Finnskogens folk

## Teater

### Roller (ej komplett)
| År   | Roll                      | Produktion                                         | Regi             | Teater             |
| ---- | ------------------------- | -------------------------------------------------- | ---------------- | ------------------ |
| 1908 |                           | Arbetarens hustru Minna Canth                      |                  | Folkets hus teater |
| 1908 | Gräs-Maja                 | Timmerflottarne Teuvo Pakkala                      |                  | Folkets hus teater |
| 1908 | Alma Strömberg, sömmerska | Himmel och underjord Frans Hodell                  |                  | Folkets hus teater |
| 1908 | Anna Olsson               | I bohuslänska skärgården Oscar Wennersten          |                  | Folkets hus teater |
| 1909 | Doktorinnan               | Stiliga Augusta Gustaf af Geijerstam               |                  | Folkets hus teater |
| 1921 | Gumman                    | Himlens hemlighet Pär Lagerkvist                   | Einar Fröberg    | Intima teatern     |
| 1945 | Anthisa                   | Tre systrar (Три сeстры, Tri sestry) Anton Tjechov | Per-Axel Branner | Nya Teatern        |

### Fotnoter
1. 1 2 3  ”Emmy Albiin”. Svensk Filmdatabas. http://www.sfi.se/sv/svensk-filmdatabas/Item/?type=PERSON&itemid=58145&ref=%2ftemplates%2fSwedishFilmSearchResult.aspx%3fid%3d1225%26epslanguage%3dsv%26searchword%3demmy+albiin%26type%3dPerson%26match%3dBegin%26page%3d1%26prom%3dFalse. Läst 21 augusti 2012.
2. ↑  Hitta graven: Skogskyrkogården, kvarter 14E, gravnummer 13494 Läst 20 mars 2016
3. ↑  ”Teater, konst, litteratur”. Dagens Nyheter:  s. 3. 2 maj 1908. https://arkivet.dn.se/tidning/1908-05-02/13654A/3. Läst 23 februari 2018.
4. ↑  ”Teaterannons”. Dagens Nyheter:  s. 3. 5 september 1908. https://arkivet.dn.se/tidning/1908-09-05/13777A/3. Läst 17 februari 2018.
5. ↑  ”Teaterannons”. Dagens Nyheter:  s. 4. 26 september 1908. https://arkivet.dn.se/tidning/1908-09-26/13798A/4. Läst 17 februari 2018.
6. ↑  ”Teaterannons”. Dagens Nyheter:  s. 4. 28 november 1908. https://arkivet.dn.se/tidning/1908-11-28/13861a/4. Läst 17 februari 2018.
7. ↑  ”Teater, konst, litteratur”. Dagens Nyheter:  s. 3. 7 mars 1909. http://arkivet.dn.se/arkivet/tidning/1909-03-07/13956A/3. Läst 6 augusti 1909.
8. ↑  ”Himlens hemlighet”. Musikverket. http://calmview.musikverk.se/CalmView/Record.aspx?src=CalmView.Performance&id=PERF29455&pos=132. Läst 23 maj 2016.
9. ↑  ”Tre systrar”. Musik- och Teaterbiblioteket. https://calmview.musikverk.se/CalmView/Record.aspx?src=CalmView.Performance&id=PERF14123&pos=974. Läst 15 mars 2025.
10. ↑  Sten af Geijerstam (6 december 1945). ”Tjechovpjäs på Nya Teatern blev konstnärlig framgång”. Dagens Nyheter:  s. 14. https://arkivet.dn.se/tidning/1945-12-06/11161-332/14. Läst 15 mars 2025.